# Жабно (гміна)
Гміна Жабно (пол. Gmina Żabno) — місько-сільська гміна у південній Польщі. Належить до Тарновського повіту Малопольського воєводства.
Станом на 31 грудня 2011 у гміні проживало 19037 осіб.

## Площа
Згідно з даними за 2007 рік площа гміни становила 104.82 км², у тому числі:
- орні землі: 79.00%
- ліси: 4.00%

Таким чином, площа гміни становить 7.40% площі повіту.

## Населення
Станом на 31 грудня 2011:
| Опис     | Загалом | Загалом | Чоловіки | Чоловіки | Жінки | Жінки |
| -------- | ------- | ------- | -------- | -------- | ----- | ----- |
| одиниця  | осіб    | %       | осіб     | %        | осіб  | %     |
| все      | 19037   | 100     | 9295     | 48.83    | 9742  | 51.17 |
| міське   | 4276    | 100     | 2072     | 48.46    | 2204  | 51.54 |
| сільське | 14761   | 100     | 7223     | 48.93    | 7538  | 51.07 |

## Сусідні гміни
Гміна Жабно межує з такими гмінами: Ветшиховіце, Вешхославіце, Ґрембошув, Домброва-Тарновська, Ліся Ґура, Олесно, Радлув.